# William Guy Carr
William James Guy Carr (Formby, Lancashire, Inglaterra, 2 de junio de 1895-Ontario, Canadá, 2 de octubre de 1959), apodado Commander Carr, fue un escritor de teorías de conspiración y antimasónicas que escribió desde un punto de vista cristiano.
Fue un oficial naval canadiense, conferenciante y prolífico autor cristiano sobre teorías conspirativas. También escribió acerca de experiencias navales en tiempo de guerra y encontró un público general. Pero es más recordado hoy como un teórico de la conspiración. Quizás el más influyente en la propagación de ideas conspirativas relacionadas con los Illuminati según el folclorista Bill Ellis. Carr fue también el autor de libros famosos del inglés submarino de guerra, así como un conferenciante popular.
En la década de 1950, fue el líder de la Federación Nacional de Laicos cristianos de Toronto de carácter anticomunista. También fue uno de los presidentes del Club Naval de Toronto.

## Biografía
Nacido en Formby (Lancashire, Inglaterra), Carr fue educado en Escocia, y se fue a la mar a la edad de catorce años. Fue Oficial de HMS (submarinos) durante la Primera Guerra Mundial (véase: Royal Navy Submarine Servicio) y como oficial de control naval y oficial naval superior en la Segunda Guerra Mundial. Concretamente oficial de control naval en el río San Lorenzo, y a continuación, oficial de operaciones del personal en Shelburne, Nueva Escocia, y más tarde Oficial Superior Naval en Goose Bay, Labrador. Siendo oficial del comodoro Reginald W. Brock organizó el 7.º Victory Loan los veintidós Royal Canadian Divisiones de entrenamiento naval. 
En 1931, comenzó a dar conferencias en diferentes clubes canadienses sobre el tema de la supuesta "conspiración internacional", que, según el, se subdivide en dos temas principales: el "comunismo internacional" y el "capitalismo internacional", donde ambas estarían controladas por los Illuminati y lo que él llamó "los banqueros internacionales " que, de acuerdo a sus creencias, estaban representados principalmente por las familias Rothschild y Rockefeller.
Después de trabajar para el Servicio de Inteligencia Canadiense durante la Segunda Guerra Mundial (fue un Oficial Superior Naval en Goose Bay, Labrador) escribió el libro Jaque mate en el Norte (1944), donde (según documentos secretos) anticipaba que una invasión de las fuerzas del Eje iba a tener lugar en la zona de la base de Goose Bay Air. Durante 1944 y 1945 dio otras conferencias sobre conspiraciones mundiales.
En la década de 1950, después de retirarse de la Armada, los escritos de Carr se volvieron esencialmente conspiracionistas tratando siempre los temas desde una óptica cristiana. Con su obra Peones en el juego (1955) y La niebla roja sobre América (1955) se convirtió en uno de los teóricos de la conspiración más famosos de la posguerra (medio millón de ejemplares vendidos de Peones en el juego antes de su muerte). Este éxito de Carr está estrechamente relacionado con el miedo a comunismo y con la atmósfera creada por la guerra fría.
De acuerdo con Political Research Associates:
"Carr teorizó un antisemitismo conspirativo con libros como Peones en el juego y Niebla roja sobre América. Carr consideraba que una antigua conspiración judía-bancaria-Illuminati utilizaba ondas de radio como un medio para el control mental a distancia y al servicio de Lucifer y con el fin de construir un gobierno mundial. El nexo secreto de esta trama serían, supuestamente, los internacionales Bilderberger y sus reuniones políticas".
Las obras de Carr fueron influenciados principalmente por los escritos de Nesta Webster y el famoso francés 'bromista' Léo Taxil (véase la broma de Taxil). También se refiere a las teorías de Augustin Barruel y John Robison , quienes explicaron la Revolución Francesa como una conjura masónica vinculada a la logia alemana Illuminati de Adam Weishaupt (frecuentemente asociada a la teoría de la conspiración del Nuevo Orden Mundial). Uno de los libros de Carr publicados después de su muerte; La conspiración para destruir todos los gobiernos existentes y religiones se refiere claramente a la obra principal de Robison: Pruebas de una Conspiración contra todas las religiones y los gobiernos de Europa se llevan a cabo en las reuniones secretas de los masones, los Illuminati y las Sociedades de Lectura (1798).
Según el filósofo e historiador francés Pierre-André Taguieff, las obras de William Carr -especialmente Los peones en el juego-, "en gran medida contribuyeron a popularizar los temas antimasónicos sobre conspiraciones en los Estados Unidos y en Canadá, en primer lugar, alcanzando al cristiano medio de tipo fundamentalista (principalmente con sus "Lucifer"), y al conjunto de movimientos de derecha radical y nuevas generaciones de teóricos de la conspiración ". Dan Brown -aunque probablemente obtuvo su información de fuentes diferentes- incluye en su novela Ángeles y Demonios una interpretación de los Illuminati a través de un proyecto de ley por una cuenta bancaria americana de 1 dólar que repite, curiosamente, los argumentos principales de William Guy Carr en su obra Peones en el juego. 
Las primeras ediciones del libro de William Guy Carr fueron publicados principalmente por la Federación de Cristianos Laicos. Carr fue en realidad el presidente de la Federación de Cristianos Laicos con sede Toronto. Dirigió la revista mensual antimasónica, boletín de la asociación: Noticias Detrás de las Noticias donde publicó numerosos artículos discutiendo acerca del poder de los Illuminati en EE. UU. y en el mundo. En un artículo (Willowdale, Toronto, Vol. 1, n.º 1, 1956), Carr defiende la política anticomunista del senador Joseph McCarthy.

## Contra la fluoración del agua
Las ideas políticas de esta asociación cristiana eran similares a los de John Horne Blackmore como primer líder del Social Credit Party of Canadá y de Ron Gostick , otro importante miembro del mismo partido. La Federación de Carr se vinculó estrechamente con el Consejo californiano de cristianos laicos (1949-1964), sobre todo con Alfred Kohlberg, Edward Geary Lansdale y Steiner Stan. El Consejo también distribuyó Carr's New's Behind The News, y su presidente, Verne Paul Kaub, también fue conocido por ser un autor anticomunista y un teórico de la conspiración. Durante los años cincuenta, ambas organizaciones anticomunistas lucharon y participaron en una campaña en contra de la fluoración del agua (folleto, 1956; artículos sobre este tema también se publicaron en Noticias detrás de las noticias en 1958). El historiador Daniel Pipes estudiando este caso en particular menciona que "en la década de 1950, la Federación Nacional de Cristianos Laicos retrató al flúor como el veneno del diablo y consideró que su adición al agua potable (para prevenir caries) como una de las parcelas más cobardes jamás intentada en contra de la raza humana".

## Principales teorías: las tres guerras mundiales (3WW)
Una de las contribuciones más perdurables de Carr a la teoría de conspiración de hoy en día fue su discusión sobre un supuesto plan de tres guerras mundiales (a menudo referida como la 3WW), que a su juicio habría sido desarrollado por el general de la Confederación y erudito masónico Albert Pike.

### Primera Guerra
En Peones en el Juego, William Carr sostiene que la Primera Guerra Mundial se gestó con el fin de permitir a los Illuminati derrocar el poder de los zares en Rusia y transformar ese país en la fortaleza del ateísmo comunista. Las diferencias suscitadas por los agentes de los Illuminati entre los imperios británico y alemán se habrían utilizado para fomentar esa guerra. Según esta teoría cuando terminó la guerra, el comunismo fue construido y luego utilizado para destruir otros gobiernos y debilitar religiones concretas. 

### Segunda Guerra
Después de esto, la Segunda Guerra Mundial, habría sido gestada fomentando las diferencias entre los fascistas y los políticos sionistas. Esta guerra se habría librado con el fin de que el nazismo fuese finalmente destruido y el poder del sionismo político acrecentado, y también para que el estado soberano de Israel se crease y estableciese en Palestina. Durante la Segunda Guerra Mundial el Comunismo Internacional habría sido también fomentado con el fin de hacerlo crecer hasta igualar en fuerza a la cristiandad unida. Afirma que en este punto se mantendrían las cosas bajo control hasta que llegase el momento para un cataclismo social final.

### Tercera Guerra
Proyectándonos hacia el futuro, Carr predice que una tercera Guerra Mundial será fomentada por los agentes Illuminati (también implicados, según él, con las Naciones Unidas), enfrentando a los sionistas políticos con los dirigentes del mundo musulmán. Y que esta última guerra estaría dirigida de tal manera que el Islam y el sionismo político (incluido el Estado de Israel) se destruyesen mutuamente mientras que al mismo tiempo las naciones restantes, una vez más divididos y unos contra otros, se verían obligados a luchar entre sí hasta llegar a un estado de completo agotamiento físico, mental, espiritual y económico.

### La Carta (famosa) de Albert Pike a Giuseppe Mazzini
Existe mucha confusión en cuanto a la fuente precisa y el escenario que William Carr describe para su relato sobre la supuesta "profecía" de las tres guerras mundiales. Como es el caso con muchas de sus afirmaciones, Carr no proporciona aquí ninguna fuente fiable para describir tal escenario, solo menciona una supuesta carta escrita por Pike y dirigida al líder revolucionario italiano Giuseppe Mazzini, que esbozaría un plan para desatar a los "nihilistas y ateos", después de que la preanunciada tercera guerra hubiese terminado. En este sentido la confusión se vio aumentada cuando Michael Haupt lanzó un sitio web (threeworldwars.com), que asumió, erróneamente, que Carr había atribuido el escenario de esa supuesta Tercera Guerra Mundial a la famosa carta de Albert Pike.

### Autenticidad de la carta
De hecho, la autenticidad de esta carta es dudosa. William Carr afirmó que se enteró de la carta por medio del antimasón, cardenal José María Caro y Rodríguez de Santiago, Chile, autor de The Mystery of Freemasonry Unveiled (Hawthorne, CA, Christian Book Club of América, 1971). Sin embargo, el último libro de Carr, Satán, Prince of This World (escrito en 1959), incluye la siguiente nota: "El custodio de estos manuscritos recientemente informó al autor de que esta carta no está catalogada en el Museo Británico. Parece extraño que un hombre conocido del cardenal Caro Rodríguez hubiera dicho que la misma era de 1925". Más recientemente, el Museo Británico ha confirmado por escrito al investigador Michael Haupt que tal documento nunca ha estado en su poder. Pierre-André Taguieff señala que William Guy Carr hizo un recuento definitivo y sintético de esta "leyenda urbana" que vincula a los Illuminati, a Mazzini y a Pike en una supuesta "conspiración satánica para dominar el mundo".
Pero es Terry Melanson quien hace el mejor análisis de la carta de Pike, demostrando que el escenario para una Tercera Guerra Mundial no se encuentra descrito en ese material ni tampoco el origen de la pretendida idea de desatar a los nihilistas y ateos. Michael Haupt se había tomado en serio la teoría de la Tercera Guerra Mundial incluida en la introducción de William Carr de su obra Peones en el Juego (1958). En esta introducción se presenta el plan conspirativo que Carr atribuye a Albert Pike, pero no a la famosa carta de Pike a Giuseppe Mazzini. Y solo el último tramo del supuesto plan para una tercera guerra mundial en el texto de Haupt está referido en una cita atribuida a la carta de Albert Pike a Mazzini. Y esta cita es prácticamente idéntica a la que aparece en el libro antes mencionado del cardenal Rodríquez y se puede remontar a la libreta de Le diable au XIXe siècle (1894) de Gabriel Jagond-Pager -también conocido como Leo Taxil, el "bromista"-, y en donde se afirma que la cita está tomada de una carta de Pike a Mazzini escrita en 1871. Y es esta cita la que fue considerada más tarde para describir la revolución bolchevique, pese a que no trata para nada el caso, limitándose a decir que tras ser expulsado de Italia el Papa se refugiaría en Rusia. 
El libro de Jagond-Pager (Leo taxil) estuvo listado en el Museo Británico, que es lo que el Cardenal José María Caro Rodríguez afirma en su declaración, y que contiene la carta completa sea esta o no cierta. El plan atribuido a la carta de Albert Pike se describe también en parte en Le Palladisme por Margiotta y parece afirmar lo mismo que aparece en el libro de Jagond-Pager. Así, es posible que en este caso el famoso falsificador Leo Taxil en realidad sí se refiriera a alguna carta existente, pero Dominico Margiotta puede ser en realidad otro seudónimo de Jacond-Pager (Leo Taxil). Sin embargo no hay en esta carta nada del supuesto plan para una Tercera Guerra mundial ni tampoco nada especialmente profético, simplemente se describiría un plan de la masonería para acabar con todas las religiones.

## Una Conspiración Luciferina (o "los que dicen ser judíos y no lo son")
Los libros de William Guy Carr a menudo hablan de una conspiración luciferina que él denomina "movimiento revolucionario mundial", pero más tarde atribuyó dicha conspiración más específicamente a una denominada "sinagoga de Satanás." Este término "sinagoga de Satanás"  sin embargo no era una referencia al judaísmo. William Carr escribió taxativamente: "Deseo ser claro y enfático; yo no creo que la Sinagoga de Satán (SOS) sea judía,  pero así como Cristo nos dijo con un propósito definido aquello de 'yo sé la blasfemia de los que dicen ser Judíos, y no lo son, sino la sinagoga de Satanás.' (Apocalipsis 2:9 y 3:9) ". En inglés: ( "I wish to make it clearly and emphatically known that I do not believe the Synagogue of Satán (S.O.S.) is Jewish, but, as Christ told us for a definite purpose, it is comprised of 'I know the blasphemy of them which say they are Jews, and are not, but are the synagogue of Satán.' (Rev. 2:9 and 3:9)").
Esta cita está tomada de la obra Satán, Prince of this World, el libro en el que William Carr había estado trabajando hasta el momento de su muerte. Fue editado por su hijo mayor, WJ Carr, Jr. y presentado como el: "último manuscrito del autor en el que expone la conspiración luciferina, satanismo, sociedades secretas y la Sinagoga de Satanás como fuerzas impulsoras detrás de un movimiento revolucionario mundial". El hijo de Carr también menciona que él no publicó algunas partes del manuscrito porque muchas referencias se habían perdido.
Una de las cosas más interesantes a tener en cuenta sobre las conspiraciones luciferinas de William Guy Carr, es que él entiende que existen desde los tiempos de Jesucristo. Como Taguieff señala, hay un esquema transhistórico en la idea de Carr sobre la palabra "conspiración". En este concepto de filosofía de la historia se anticipa siempre el final con un "Gobierno Mundial", y donde los Illuminati, en este caso, serían parte de una fuerza satánica histórica que contribuye a una trama original del mal. De acuerdo con ese punto de vista, William Carr parece creer que hay algo "innato", o una conspiración original, esto para Taguieff no es nada más que mito y paranoia, algo inventado por el autor a partir de una percepción delirante del mundo y de su historia. De hecho, este es un aspecto original de las teorías de Carr ya que la mayoría de los teóricos de estas tramas conspiracionistas comienzan generalmente su "genealogía" de la era moderna con la Revolución Francesa . Pero como cristiano tradicionalista, Carr cree que una conspiración mundial existe desde un comienzo y esto es debido a su maniquea forma de pensar. Esta visión es común a muchos antimasónicos y anticomunistas teóricos de la conspiración, a partir de la visión de Nesta Webster. Pero existe otra interpretación, la de los neo sabbateanos (seguidores de Sabbatai Zevi).

## Influencias
Cualquiera que fuese la fuente del supuesto plan para las tres guerras mundiales, este se ha convertido en un tema de discusión para muchos de los creyentes en este tipo de conspiración judeomasónica. Estas cartas son citadas en libros como el de Des Griffin 's Cuarto Reich (1976) o en la cuarta edición de Peones en el Juego, también en una cinta de casete de un discurso de William Guy Carr en Chicago editado por él mismo mediante Publicaciones Emissary (Colton, Oregón).
William Guy Carr también inspiró a Dan Smoot (El Gobierno Invisible, 1962), Gary Allen (El archivo de Rockefeller, 1976), Courtney Phoebe , (Cuidado con el Metro y el Gobierno Regional, 1973), Richard T. Osborne (La Gran Conspiración Internacional, 1974; y últimamente La llegada de la Tercera Guerra Mundial, 2006), Myron C. Fagan , (documento de audio: Los Illuminati y el Consejo de Relaciones Exteriores, grabado en la edición 1967-1968, por un grupo que se hacen llamar los Hijos de la Libertad. Fagan describe el mundo Illuminati, los planes de una elite mundial y su conspiración para el Nuevo Orden Mundial, David Icke (The Biggest Secret, 1999), Jan van Helsing, y el Social Credit Party de Canadá y Serge Monast (1945-1996) que fingió ser discípulo de Carr. Todos estos teóricos abogan por una supuesta influencia continua de los Illuminati tal como Carr sugería en sus dos obras principales.

## La obra de Carr estudiada por otros autores
Las obras de William Carr y su influencia sobre los teóricos de la conspiración ha sido estudiada por el historiador estadounidense Daniel Pipes (1997) así como por el folklorista Bill Ellis (2000). El filósofo e historiador francés Pierre-André Taguieff recientemente escribió  La foire aux illuminés. Ésotérisme, théorie du complot, extrémisme (2005) (La feria Illuminati: Esoterismo, Teoría de un complot, extremismo), donde se hace un análisis de la obra Peones en el juego . El autor demuestra que Carr pertenece a una tradición de teóricos de la conspiración que se remonta muy atrás, hasta el sacerdote jesuita Augustin Barruel y está representado también por obras muchas veces puestas en duda como Los Protocolos de los Sabios de Sion -citados con frecuencia en el libro de Carr- en el siglo XX. Taguieff también se permitió las teorías de Carr en L'imaginaire du complot mondial: Aspectos d'un mythe moderne (Complot mundial imaginario: Aspectos de un mito moderno), 2006.
Desde 1998, los libros más famosos de William Guy Carr (Peones en el Juego, la conspiración para destruir a todos los gobiernos existentes y las religiones así como Satanás, el príncipe de este mundo) se han traducido al francés. Y su editor francés, Jacques Delacroix, es también un teórico de la conspiración que se considera a sí mismo como uno de los sucesores de William Guy Carr.